# 阿巴科航空
阿巴科航空有限公司曾是巴哈马一家执行定期包机的航空公司，并以阿巴科群岛的马什港为基地。该公司于2013年结业。

## 备注
1. ↑  . CNN. 2001-08-26  [2008-06-10]. （原始内容存档于2016-03-04）.